# Episodi di Lilyhammer (seconda stagione)
La seconda stagione della serie televisiva Lilyhammer è stata trasmessa in prima visione in Norvegia da NRK1 dal 23 ottobre all'11 dicembre 2013.
In Italia la stagione è andata in onda in prima visione sul canale satellitare Sky Atlantic dal 20 febbraio al 10 aprile 2015.
| nº | Titolo originale  | Titolo italiano         | Prima TV Norvegia | Prima TV Italia  |
| -- | ----------------- | ----------------------- | ----------------- | ---------------- |
| 1  | Millwall Brick    | Il battesimo            | 23 ottobre 2013   | 20 febbraio 2015 |
| 2  | Out of Africa     | Integrazione            | 30 ottobre 2013   | 27 febbraio 2015 |
| 3  | Fiddler's Green   | Campi Elisi             | 6 novembre 2013   | 6 marzo 2015     |
| 4  | The Black Toe     | Sesso e gioco d'azzardo | 13 novembre 2013  | 13 marzo 2015    |
| 5  | The Island        | L'isola                 | 20 novembre 2013  | 20 marzo 2015    |
| 6  | Special education | La refurtiva            | 27 novembre 2013  | 27 marzo 2015    |
| 7  | The Freezer       | Il debito               | 4 dicembre 2013   | 3 aprile 2015    |
| 8  | Ghosts            | Fantasmi                | 11 dicembre 2013  | 10 aprile 2015   |

## Il battesimo
- Titolo originale: Millwall Brick
- Diretto da: Simen Alsvik
- Scritto da: Eilif Skodvin, Steven Van Zandt, Helena J. Nielsen

### Trama
A Lillehammer, Frank, risolti i suoi problemi, riveste sempre più una posizione dominante all'interno della comunità: l'attività al Flamingo prosegue a gonfie vele, grazie anche all'aiuto di Jan, che è entrato nello staff dopo essere rimasto senza lavoro. Frank si è lasciato ufficialmente con Sigrid, che nel frattempo ha dato alla luce due splendidi gemelli, che ha deciso di chiamare Asbjorg ed Asbjørn, senza consultare l'ex compagno, non particolarmente entusiasta della scelta.
Imminente è il battesimo dei due, al quale parteciperà anche Torgeir, in veste di padrino scelto da Frank; per un malinteso, sorgono, però, immediati problemi con il prete che dovrà battezzare i bambini, che mettono a repentaglio la cerimonia. Frank riesce a rimediare regalando al sacerdote, appassionato di skateboard, una rampa tutta per lui. Tagliano riesce anche a far cambiare idea a Sigrid riguardo ai nomi dei loro figli: i due verranno chiamati Bjorg e Bjørn.
In città, nel frattempo, irrompe Duncan Hammer, un inglese che ha ricevuto un'offerta ed è giunto a Lillehammer per vendere una fiammante Ferrari di sua proprietà. La macchina, tuttavia, viene presa in consegna da Torgeir, Roar e Roy (il capo della banda dei bikers), che, girando a folle velocità per le strade finiscono con l'investire un alce e distruggere l'automobile.
Venuto a conoscenza della fine della propria macchina, Duncan, che in realtà è un pericoloso ex hooligan, appartenuto alla tifoseria del Millwall, squadra di calcio inglese, scopre da Dag (il proprietario del salone d'auto di Lillehammer con cui era venuto in contatto) chi sono i colpevoli e, recatosi al Flamingo, mette a ferro e fuoco il locale, minacciando un ignaro Frank con una pistola. Quando "Johnny" sembra ormai spacciato, Torgeir assale Duncan alle spalle, strangolandolo a morte con un filo di ferro. Dopo essersi fatto spiegare la situazione, Frank ordina ad uno stravolto Torgeir, così come a Roar e Roy, di liberarsi del cadavere dell'inglese, inscenando un incidente d'auto.
Frank e i suoi, però, non sanno che Duncan non è arrivato da solo a Lillehammer: Rosemary, la sua ragazza, alloggia infatti in un hotel della città e, non vedendo tornare Duncan da giorni, comunica preoccupata la cosa al fratello di lui, Danny (anch'egli un criminale), il quale promette alla donna di raggiungerla presto in Norvegia.

## Integrazione
- Titolo originale: Out of Africa
- Diretto da: Simen Alsvik
- Scritto da: Eilif Skodvin, Steven Van Zandt, Jadranko Mehic

### Trama
Frank, deciso a speculare anche nell'immigrazione, diventa, tramite Jan, socio di maggioranza del centro profughi di Lillehammer. Qua, l'ex mafioso fa la conoscenza di "Balotelli", un immigrato nigeriano che ha difficoltà ad integrarsi con la realtà norvegese, ma che è estremamente bravo a cucinare; Frank vuole assumere l'uomo come cuoco al Flamingo, ma viene informato che Balotelli sarà presto espulso dalla Norvegia, in quanto il dipartimento per l'immigrazione ha deciso di non rinnovargli il visto. Così, dopo essersi scontrato con il funzionario del dipartimento, Bjørn Hansen, Frank riesce a convincerlo con le cattive a rinnovare il visto all'uomo, felice di aver finalmente trovato un posto nella comunità.
Lo sceriffo Hovland, nel frattempo, interroga Dag in centrale, informandolo del ritrovamento del cadavere di Duncan (che aveva avuto contatti con lui per la vendita dell'auto), e del fatto che la scientifica dubiti fortemente si tratti di un semplice incidente stradale, poiché all'uomo sono stati trovati segni da strangolamento sul collo. L'interrogatorio viene, però, interrotto dall'arrivo di un uomo che, qualificatosi come il detective Smith di Scotland Yard, chiede al capo della polizia le informazioni raccolte sul caso, venendo accontentato immediatamente.
Sigrid, intanto, ha cominciato a frequentare un uomo, Chris, l'insegnante di nuoto per neonati che segue anche i gemelli della ragazza. Frank, venuto a conoscenza della cosa, e saputo che l'uomo, in apparenza perfetto, ha delle perversioni sessuali preoccupanti, fa recapitare all'ex compagna un video in cui lo si vede in situazioni compromettenti, facendo allarmare la donna. Torgeir, inoltre, dopo aver passato una serata in compagnia di Balotelli, scopre che questo è omosessuale, quando l'africano cerca un approccio nei suoi confronti; il socio di Frank, dapprima apparentemente turbato dalla cosa, sembra nel corso del tempo sviluppare una nascosta attrazione per l'uomo.
David, l'agente della scientifica, scopre casualmente che l'uomo visto in centrale non è affatto un detective di Scotland Yard, ma che si chiama Terence ed è un noto criminale. Questo, intanto, informa Danny, giunto a Lillehammer assieme ai suoi uomini, del probabile omicidio del fratello, indicandogli Dag come possibile persona informata sui fatti. Il fratello di Duncan, allora, scovato Dag, lo tortura, costringendolo a rivelargli tutti i particolari della vicenda.

## Campi Elisi
- Titolo originale: Fiddler's Green
- Diretto da: Ole Endresen
- Scritto da: Eilif Skodvin, Steven Van Zandt, Tomas H. Solli

### Trama
Frank viene incaricato da Sigrid di tenere i gemelli, in quanto la donna ha cominciato a lavorare ad Oslo. L'ex mafioso vorrebbe iscriverli al nido, ma si scontra con il direttore dell'asilo, che solo venendo ricattato si convince ad accettare i due bambini.
Roy, nel frattempo, in stampelle dopo l'incidente in Ferrari, scampa per poco ad un agguato compiuto dagli hooligans inglesi. Frank decide di sistemare le cose e, contattando i tre, offre loro una lauta somma di denaro per scusarsi dell'incidente avvenuto. Danny accetta i soldi, ma capisce dal timore di Torgeir che sia stato quest'ultimo ad uccidere il fratello, organizzando coi suoi un piano per vendicare Duncan. I movimenti degli inglesi non sfuggono, però, alla polizia, insospettita dal fatto che Terence, debole di prostata, abbia rapinato una farmacia per ottenere un medicinale col quale combattere il suo problema.
Lo sceriffo Hovland, decisa a cominciare una nuova carriera da scrittrice, si dimette, lasciando in gravi difficoltà la polizia di Lillehammer: il capo affida a David il compito di seguire i tre inglesi, ma quando questi si accorgono di lui, lo fanno sedurre da Rosemary la quale, scoperta l'allergia del giovane per le noccioline, lo bacia dopo averne mangiate, provocandogli una reazione allergica e mettendolo KO.
Terence, incaricato di uccidere Torgeir, si intrufola in casa sua con un mitra, ma per il suo solito problema, prima di agire è costretto a passare dal bagno. Roy, per caso in compagnia di Torgeir, si accorge della presenza del vecchio hooligan, e lo sorprende ferendolo; Terry, però, riesce a fuggire evitando conseguenze peggiori. Ritrovatisi, Cookie (il terzo hooligan) propone di cambiare strategia e di rapire Roar per poi ucciderlo, in una logica "fratello per fratello". I tre, dunque, individuato l'uomo, lo prendono in ostaggio, portandolo in una zona impervia per giustiziarlo.
Frank, venuto a conoscenza della situazione, riesce a mettersi in contatto con gli inglesi, proponendo loro di liberare Roar per ottenere Torgeir. Tagliano, però, li inganna, spingendoli verso una zona in cui il ghiaccio è pericolante. Gli hooligans e Roar finiscono così nell'acqua gelata e Frank, assieme a Torgeir ed Oddjob (una nuova guardia del corpo), salva solo Roar, lasciando i tre inglesi a congelare.
Mentre alla radio si sente la notizia che Danny, Terence e Cookie sono stati trovati senza vita, una donna si presenta alla stazione di polizia di Lillehammer, chiedendo di essere assunta come nuovo sceriffo; il capo della polizia, constatato l'ottimo curriculum della donna, e la pessima situazione dopo l'abbandono di Laila, le affida l'incarico.

## Sesso e gioco d'azzardo
- Titolo originale: The Black Toe
- Diretto da: Ole Endresen
- Scritto da: Eilif Skodvin, Steven Van Zandt, Jadranko Mehic

### Trama
Frank viene premiato con il "Flame Award", riconoscimento assegnato al miglior cittadino dell'anno. Dopo la cerimonia, Frank fa la conoscenza di Lars Olafsen, un noto scalatore che, terminata la sua carriera, si è lanciato in un'altrettanto fruttuosa attività imprenditoriale. Tagliano, intuito che l'uomo può rappresentare una fonte di arricchimento, lo invita al Flamingo ad una cena di affari, nella quale discutere di un possibile investimento di Lars nel locale.
Torgeir, intanto, va a letto con una donna, che, chiedendogli informazioni sul suo lavoro, si fa dire da Lien delle attività al Flamingo: la donna è però il nuovo sceriffo, Mette Hansen, e si presenta al locale perquisendolo ed arrestando Roy, intento a giocare a poker, facendo intuire di non essere affatto tenera come lo era stata lo sceriffo Hovland.
Frank viene a sapere che molti dei voti per ottenere il suo premio sono, in realtà, stati comprati da Jan e dai suoi soci, per farlo risaltare ancora di più agli occhi della cittadina e attrarre Lars; il fatto viene scoperto anche da Ali, un giornalista immigrato che cerca da tempo un donatore di sperma per la moglie, essendo egli sterile. Approfittando della cosa, Jan fa sì che un immigrato del centro profughi lo doni (in cambio di un appartamento), per ottenere il silenzio del giornalista.
A causa di ripetuti e goffi errori di Torgeir durante la serata, la cena di affari rischia di rivelarsi un fiasco. Lars, nonostante ciò, rivela a Frank che ha intenzione di investire cospicuamente nel Flamingo, a patto che Torgeir venga licenziato e sostituito da un suo uomo di fiducia. Suo malgrado, Frank accetta, ma col passare del tempo, si rende conto che Olafsen ed i membri del suo staff vogliono rivoluzionare il locale ed assumere una posizione di controllo, così, minacciando l'imprenditore, lo obbliga a disdire il suo investimento, riprendendo tra i ranghi Torgeir.
Sistemata la faccenda, Frank riceve la visita di un agente della PST, la polizia di sicurezza norvegese: questo gli comunica che si è verificata una rapina ad Oslo e che i ladri, oltre ad aver sottratto una grande quantità di denaro, hanno aperto la cassetta di sicurezza di Frank, portando via dei documenti che lo riguardano. Tagliano non sembra colpito, ma quando l'agente gli fa presente di conoscere la sua vera identità, e che la segretezza della stessa è in pericolo, Frank decide di aiutare l'uomo a scovare i banditi.

## L'isola
- Titolo originale: The Island
- Diretto da: Ole Endresen
- Scritto da: Eilif Skodvin, Steven Van Zandt, Helena J. Nielsen

### Trama
Frank va ad Oslo assieme all'agente della PST, comunicandogli di avere una conoscenza che può aiutarli a risolvere la questione: si tratta di Tom Aune, detenuto nella prigione di Drammen. Recatisi in carcere, Frank gli chiede di fornire loro informazioni sulla banda, garantendogli la libertà. Tom, allora, fa il nome del cassiere della stessa, "l'arancione", ma quando Frank e l'agente lo trovano per estorcergli informazioni, scoprono di essere stati ingannati da Tom, che nel frattempo è stato rilasciato.
A Lillehammer, intanto, Torgeir e Roar, incaricati da Frank di dirigere il Flamingo in sua assenza, ricevono la visita della madre, Belinda, che non vedono da 10 anni. La donna si presenta al locale assieme al nuovo compagno, lo svedese Stanley Olsson; mentre Torgeir non sembra felicissimo di rivedere la parente, Roar organizza una festa in suo onore, senza badare a spese. Ciò, però, comporta un'enorme spesa per il Flamingo, già in difficoltà economica per mancanza di rifornimenti di alcol (Roy, la fonte, è alle prese con problemi fisici e di giustizia, e da tempo non rifornisce il locale).
Recatisi alla casa di Aune per vendicarsi, Frank e l'agente si imbattono in Zlatan, la guardia del corpo di Tom: prima che la situazione degeneri, l'ex imprenditore confida ai due che Zlatan ha delle informazioni sui criminali che stanno cercando.  L'uomo, in effetti, mostra a Frank il capo della banda, Bamse, che vive in una baita su un'isola poco distante da Oslo: Frank ed i suoi uomini, assieme a Zlatan e Tom, organizzano un piano per entrare nella casa dell'uomo e sottrargli i documenti cui Frank tiene (ovviamente Tagliano non ne rivela il contenuto ai soci).
Jan, intanto, viene sorpreso da Randi (la sua ragazza e co-proprietaria del centro profughi), in compagnia di una spogliarellista del Flamingo. La donna, furiosa, lo lascia, denunciando al dipartimento dell'immigrazione la sua vecchia dipendenza dalla droga e la vicenda di Johansen con le minorenni; in tal modo, Jan capisce che Frank non potrà più usufruire del centro, accrescendo la sua situazione di difficoltà economica.
Nell'eseguire il piano, Arne, incaricato di scovare la valigetta contenente i documenti nella casa di Bamse, si rende conto che questa non è nella posizione indicata da Torgeir. Frank e i suoi, infatti, si imbattono presto nella banda di ladri, capendo che con gli stessi sono in realtà alleati anche Tom e Zlatan. Aune stesso, rivolgendosi minacciosamente a Frank, gli impone di consegnare a lui ed alla banda 1 milione di corone entro una settimana, in caso contrario i suoi documenti saranno venduti ad altre persone.
Tornato al Flamingo per cercare i soldi, Frank scopre che molti contanti sono scomparsi dalla cassa, capendo subito che la colpa di ciò è la festa organizzata da Roar e Torgeir per la madre. Sconsolato, Tagliano riceve un'altra brutta notizia da Jan, che lo mette a conoscenza del fatto che i fondi del centro profughi non sono più a sua disposizione. A sorpresa, Frank riceve, però, una mano da Stanley, 
il quale mostra all'ex mafioso un camion carico di alcolici di sua proprietà e, garantendogli un prezzo più vantaggioso rispetto a quello pattuito con Roy, (per sdebitarsi del danno causatogli dai "figli"), gli propone di entrare in affari con lui, ottenendo una risposta positiva da Frank.

## La refurtiva
- Titolo originale: Special education
- Diretto da: Geir Henning Hopland
- Scritto da: Eilif Skodvin, Steven Van Zandt, Tomas H. Solli

### Trama
Mentre Tom è impegnato nella sua ora di lavoro sociale prevista dal regime di libertà condizionata, viene intercettato da Frank, Torgeir, Arne ed Oddjob. Questi, dopo averlo minacciato, si fanno dire da Aune dove si trovino Bamse ed i suoi uomini, scoprendo che alloggiano in un campeggio fuori città e che la refurtiva della loro rapina (compresi i documenti riguardanti Frank), si trova all'interno del bagno comune. Ottenuta l'informazione, Frank minaccia chiaramente Tom, ricordandogli che lo stesso lo ha già fregato due volte: se ci sarà una terza, Frank si sbarazzerà definitivamente di lui.
Tiril, la maestra d'asilo dei figli di Frank, convoca lui e Sigrid, informandoli del fatto che Bjørn, il gemello maschio, sta riscontrando difficoltà nell'interazione con gli altri bambini; la maestra, preoccupata dal fatto che il piccolo possa soffrire di un disturbo psico-motorio, propone ai due di fargli eseguire un test per verificare la sua condizione e, nel caso, inserirlo in una classe speciale. In attesa del test, Sigrid affida a Frank Bjørn, sospettando che al bambino manchino degli input maschili; dopo aver passato qualche giorno al Flamingo, Frank sembra essere rassegnato all'handicap del figlio che, invece, pronuncia improvvisamente la sua prima parola, dopo aver sentito parlare il padre: “merda”.
Stanley, intanto, propone a Belinda di sposarlo, chiedendo a Frank di fargli da testimone; lo svedese, tuttavia, alza parecchio il gomito durante l'addio al celibato, molestando le ballerine del Flamingo e, tornato a casa, si rende protagonista di uno stupro alla pecora del vicino. Informato della notizia, Frank fa rapire l'uomo da Torgeir e Roar e, portandolo da Roy, chiede all'ex socio di riprendere il suo posto come fornitore di alcol per il locale, assicurandosi che Stanley torni per sempre in Svezia. Torgeir, poi, inscena un piano per far sembrare che Olsson abbia lasciato la madre.
Giunti al campeggio, Frank ed i suoi uomini rubano le valigie contenenti la refurtiva, ma si imbattono in Bamse e soci: Frank, tuttavia, fa notare al capo della banda che nelle valigie ci sono le maschere da loro utilizzate durante la rapina e che, se Bamse volesse divulgare il contenuto dei documenti che lo riguardano, lui le consegnerebbe alla polizia, che avrebbe vita facile a risalire al DNA degli uomini. Bamse è così costretto a lasciar andare Frank. Tagliano, continuamente pressato dallo sceriffo Hansen, la contatta, consegnandole la refurtiva (tranne i documenti che lo riguardano e le maschere dei ladri), per ottenere un minor controllo della polizia sulle attività del Flamingo.
Jan, nel frattempo, giunto al centro profughi, lo trova in fase di smobilitazione, capendo che alla denuncia di Randi ha fatto seguito la chiusura dello stesso ed il suo trasferimento ad Oslo. Tenendo all'oscuro Frank e deciso a risolvere la situazione da solo, Jan pedina la sua ex, minacciandola mentre questa sta raccogliendo dei documenti dall'edificio. Randi, per nulla intimorita dalla situazione, reagisce: Jan, spintonandola, le fa accidentalmente picchiare la testa contro uno scaffale, uccidendola. Resosi conto dell'errore, l'uomo prova a contattare Frank ma, sentendolo scocciato e temendo una dura reazione, non gli rivela quanto accaduto.
Frank, scampato il pericolo sulla segretezza della sua vera identità, brucia i documenti che lo riguardano in un camino. Zlatan, intanto, contatta Tom, confidandogli di aver sentito Bamse pronunciare ai suoi uomini il cognome "Tagliano", relativamente ai documenti di Johnny Henriksen; facendo delle ricerche, il serbo ha compreso che si tratta di un ex mafioso fuggito da New York, dov'era minacciato da Aldo Delucci. I due, allora, decidono di partire per gli USA, per cercare il boss mafioso ed informarlo sulle notizie che hanno in loro possesso.

## Il debito
- Titolo originale: The Freezer
- Diretto da: Geir Henning Hopland
- Scritto da: Eilif Skodvin, Steven Van Zandt, Tomas H. Solli

### Trama
Frank, Torgeir ed Arne, venuti a conoscenza che un allevatore di renne ha un debito col Flamingo pari a 300.000 corone, vanno dall'uomo minacciandolo di pagare. Questo, non sapendo come sdebitarsi, propone a Frank, essendo il proprietario di una mandria di renne assicurate, di inscenare la morte delle stesse per ottenere i soldi dall'assicurazione. Al momento di porre in essere il piano, tuttavia, Torgeir si fa assalire dal rimorso di uccidere gli animali, facendo saltare l'operazione.
Recuperando dal centro profughi gli ultimi oggetti, Frank ed i suoi si imbattono casualmente nel cadavere di Randi. Frank, compreso che sia stato Jan ad uccidere la donna, gli promette che non avrà problemi di alcun genere con le autorità locali, ma gli consiglia di cambiare aria lasciando Lillehammer. Jan, sebbene titubante, si convince di ciò e grazie ad Hassan, immigrato che aveva conosciuto, riesce ad ottenere un passaporto falso grazie al quale parte per iniziare una nuova vita in Iraq.
Frank, vedendo Tiril (la maestra dei figli) al Flamingo, si invaghisce della ragazza e passa una notte con lei; la giovane gli dà lo spunto per sfruttare le renne e creare con le stesse un nuovo giro di affari, organizzando delle gare di velocità tra renne, sport molto popolare in Lapponia, terra di provenienza della ragazza. Tagliano, comunicata la cosa a Torgeir, chiede al socio di contattare Lars Olafsen per avere finanziamenti da parte degli imprenditori locali.
Tom e Zlatan, nel frattempo, giungono a New York, mettendosi alla ricerca di Aldo Delucci, cui vogliono vendere le informazioni su Frank. I due vengono accolti negli USA da Dino, autista legato al boss mafioso. Zlatan, entrando in un locale per chiedere delucidazioni sulla posizione di Delucci, si imbatte in Tommy e Staples, due scagnozzi di Robert Grasso, i quali avvisano immediatamente il loro capo della presenza dello slavo proveniente dalla Norvegia. Robert, temendo che la propria copertura sia in pericolo, organizza un incontro con Aune e Zlatan e li uccide a bruciapelo. Tommy, assistendo alla scena, si rende, tuttavia, conto, che i due non sono affatto armati, come affermato da Robert per giustificare la sua azione, così, sottratti i documenti a Zlatan, li consegna ad Aldo, che intuisce l'inganno del fidato sottocapo, vedendo delle foto di Frank risalenti ad un periodo successivo rispetto alla presunta morte di Tagliano.
Frank, intanto, approfittando del desiderio di Sigrid che i gemelli si trasferiscano in un asilo più rinomato, accontenta l'ex fidanzata. In realtà, Tagliano fa ciò per poter iniziare una vera e propria relazione con Tiril, la quale, per una regola interna all'asilo, non avrebbe potuto frequentare genitori di bambini iscritti alla scuola.
Robert, sfuggendo per poco ad un agguato, capisce di essere stato scoperto da Aldo, così, rivolgendosi a Zio Sal, un potente boss locale, lo convince con una scusa e si fa dare il permesso per eliminare Delucci. Grasso, poi, si presenta improvvisamente da Frank a Lillehammer e, mettendolo di fronte alla situazione, gli chiede di aiutarlo ad uccidere Aldo a New York, ricordandogli di come lui in passato gli abbia risparmiato la vita. Frank, tuttavia, non vuole rischiare di tornare negli USA e nega l'aiuto all'ex amico ma, quando questo se ne va sconsolato, sembra non essere totalmente convinto della sua decisione.

## Fantasmi
- Titolo originale: Ghosts
- Diretto da: Geir Henning Hopland
- Scritto da: Eilif Skodvin, Steven Van Zandt, Jadranko Mehic

### Trama
Come lasciato intendere dal finale del precedente episodio, Frank si decide ad aiutare Robert, ed organizza il suo ritorno negli USA contattando Angelina, una vecchia fiamma, chiedendole di poterlo ospitare una volta giunto a destinazione. Sigrid, intanto, incontra casualmente Chris, col quale aveva tagliato i contatti dopo il video speditole da Frank: il ragazzo chiede insistentemente spiegazioni alla donna che, scocciata, lo atterra malmenandolo, venendo arrestata dalla polizia. È un divertito Frank che paga la cauzione facendola uscire dal carcere.
Torgeir, guardando un film gangster, ha un'illuminazione ed intuisce il segreto di Frank; messo alle strette, Tagliano è costretto a confessare, tuttavia invita l'amico a non seguirlo negli Stati Uniti, chiarendogli la pericolosità della missione che deve compiere, affidandogli il compito di gestire il Flamingo in sua assenza. In partenza verso New York, Frank sembra conscio della possibilità di non sopravvivere, ma sul treno per Oslo ritrova Torgeir, Roar ed Arne, che gli comunicano di volerlo seguire e di non aver intenzione di lasciarlo solo in questa missione.
Giunti a Brooklyn, i quattro pernottano, come previsto, da Angelina. La donna confida a Frank che un'ottima occasione per eliminare Aldo è rappresentata da un'imminente festa in maschera che il boss terrà nella sua abitazione. Angelina fa poi presente a Frank che Bong Bong, l'assistente filippino tuttofare di Aldo che subisce frequenti abusi (anche sessuali) da parte del boss, può aiutarli a compiere la missione. La donna, tuttavia, rivela a Frank che l'uomo che può condurli a Bong Bong è nientemeno che Tony Tagliano, il fratello di Frank e parroco della chiesa in cui il filippino è solito confessarsi: i due fratelli non versano in buoni rapporti, avendo fatto sin da giovani scelte di vita diametralmente opposte. Giunto alla chiesa, ad ogni modo, Frank riesce a chiarirsi con Tony, che gli garantisce di aiutarlo a contattare Bong Bong.
Per sfuggire al controllo degli scagnozzi di Aldo, che piantonano perennemente la sua abitazione, Frank, Tony e gli altri, si vestono con abiti tipici della tradizione norvegese, fingendo di accompagnare un gruppo di turisti ad una cena in un locale adiacente alla villa di Delucci; una volta entrati, Frank e soci incontrano Bong Bong che, come previsto, li fa transitare, per mezzo di una stanza comunicante, alla festa (dopo averli fatti travestire da teschi). Il filippino, poi, prende con sé Aldo, portandolo in terrazza per "mostrargli il suo regalo". Qui, Delucci si imbatte in Frank che, dopo essersi smascherato, lo fredda sparandogli, facendolo cadere in strada.
Sistemata la faccenda, Frank porta gli amici norvegesi a visitare New York. Robert, ringraziandolo, gli propone, a nome di Zio Sal, di rientrare definitivamente nel giro, ora che nessuno minaccia la sua incolumità. Tagliano sembra stuzzicato, tuttavia, decide di tornare a Lillehammer dove, assieme ai suoi amici, assiste alle gare tra renne dalla terrazza del Flamingo.